# 오그마 그리어나네크

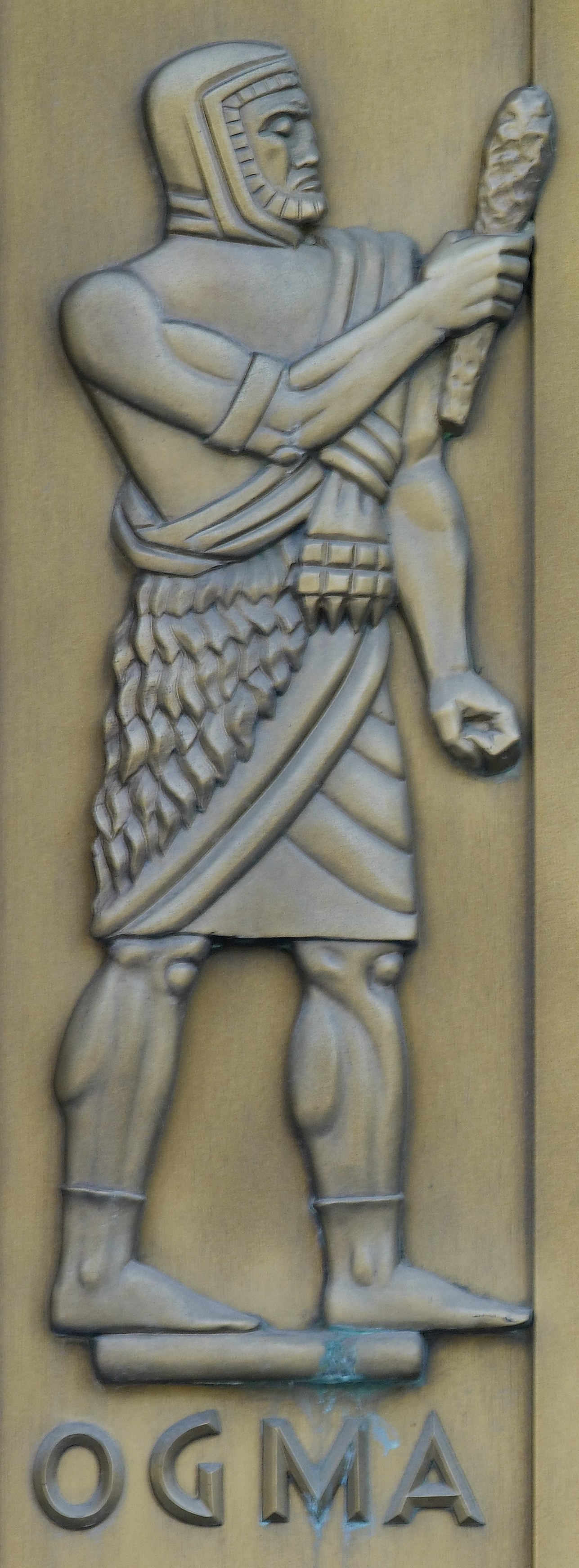

오그마 그리어나네크(아일랜드어: Ogma grianainech→태양의 얼굴)는 아일랜드 신화와 스코틀랜드 신화에 등장하는 투어허 데 다넌 신족의 일원이다. 학설에 따라 갈리아의 신인 오그미오스와 동일시되기도 한다.
오그마는 모이투라 1차 전투에서 피르 볼그와 맞붙어 싸웠을 때 종군했다. 브레스가 아르드리가 되어 투아하 데 다난이 그의 폭정에 시달릴 때 오그마는 장작을 옮기는 일을 해야 했다. 오그마는 투아하 데 다난 중 완력으로 제일가는 이였으며, 브레스가 퇴위되고 누아다가 복위된 뒤 누아다의 대전사가 되었다. 루 라와더가 장성해 궁정에 들어오자 오그마의 위치가 위협받게 되었고, 오그마는 루에게 80마리의 소가 있어야 움직일 수 있는 널돌을 들어 집어던지져 그에게 도전했다. 그러나 루는 그 돌을 받아서 도로 집어던지는 것으로 도전에 응대했다. 모이투라 2차 전투에서 누아다가 루를 총사령관으로 임명하자 오그마는 루의 대전사가 되었고, 포모르의 왕 인데히를 쓰러뜨리고 적병 중 3분의 1을 죽이겠다고 맹세했다. 전투가 끝난 뒤 오그마는 다그다의 하프 연주자 우아트네(Uaitne)의 하프를 되찾기 위해 루, 다그다와 함께 포모르를 추격했다.
오그마는 루, 다그다와 함께 삼신일체를 이루는 경우가 많으며, 이 셋을 일컬어 기술의 3신이라는 뜻으로 "트리 데 다나"(trí dée dána)라고 부르기도 한다. 오그마는 다그다와 형제이며, 루와는 이복형제이다. 오그마의 아버지는 엘라하이며 어머니는 에흐너, 또는 에탄이다. 오그마의 자식으로는 델바흐와 투이렌이 있다. 그는 오검 문자의 발명자라고 하며, "오검"이라는 이름도 오그마의 이름이 붙은 것이라고 한다.
켈트학자들은 오그마에게서 훨씬 오래 전의 고대의 켈트 신의 흔적을 읽어낸다. 전쟁에서의 기량과 문자 발명자라는 데서 그는 그리스의 헤라클레스에 대응되던 갈리아의 오그미오스와 비교된다. J. A. MacCulloch는 오그마의 이명인 "그리어나네크", 즉 "태양의 얼굴"을 오그미오스의 이명인 "웃는 얼굴"과 비교하면서 투아하 데 다난의 대전사라는 오그마의 역할은 전투에 앞서 연설을 함으로써 전사들을 고양시키던 원시의 관습에서 비롯된 것이 아닌가 하는 학설을 제기한다. 하지만 이 학설을 뒷받침해줄 만한 문헌상의 증거는 매우 부족하다. Rudolf Thurneysen, Anton van Hamel 등의 학자들은 오그마와 오그미오스를 동일시하는 의견에 반대하고 있다.